# Cuora cyclornata
Cuora cyclornata, también conocida como tortuga verde, es una especie del género Cuora del sudeste asiático, pertanece a la familia Geoemydidae. Se distribuye desde el extremo sur de China hasta el sur de la provincia centro de Vietnam y de Laos. Esta especie alcanza hasta 30 cm de longitud de caparazón y es una de las mayores del género Cuora. Debido a la demanda de la medicina tradicional china esta especie está casi extinta en la naturaleza, pero es fácilmente criada en granjas de tortugas chinas, se pagan altos precios por esta especie en China. Se distingue de Cuora trifasciata por su mayor tamaño y por el caparazón por lo general más ovalado o redondo, que suele ser también más plano, por una barba blanca, rosa o naranja y por la coloración de la cabeza, con un patrón de cabeza naranja-marrón-oliva, y por un dorsal con pigmentos menos negros. 

## Subespecies
Actualmente se reconocen dos subespecies: 

### Cuora cyclornata cyclornata
Se distribuye por el centro de Vietnam y por zonas adyacentes de Laos, esta subespecie se puede distinguir fácilmente de Cuora trifasciata y C. cyclornata meieri por su barbilla naranja, por su caparazón redondo, y por el patrón plastral con una mancha negra, generalmente grande, que se extiende desde los escudos del trasero a los pectorales (en C. trifasciata y en C. c. meieri se extiende hasta los gulares) con una fina raya negra vertical a lo largo de la sutura pectoral-humeral. Esta subespecie puede alcanzar una longitud de caparazón de hasta 25 cm, los machos son más pequeños que las hembras (como es habitual en las especies de Cuora). 

### Cuora cyclornata meieri
Se distribuye por el extremo suroeste de Guangxi, provincia de China, y por el lado norte de Vietnam. Esta subespecie puede ser diferenciada de C. cyclornata cyclornata y Cuora trifasciata por la forma de caparazón ovalado, de color blanco rosado, y por la barbilla, redondeada con suturas húmero-pectorales. Esta subespecie puede alcanzar una longitud de caparazón de hasta 30 cm, los machos son más pequeños que las hembras (como es habitual en las especies de Cuora). 

## Galería

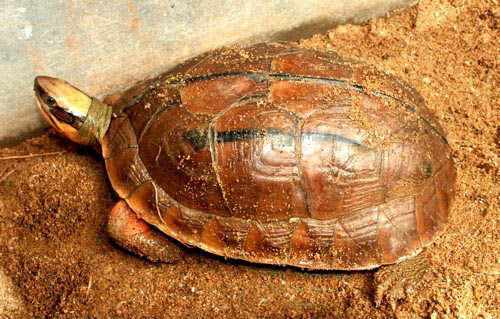
Hembra C. c. cyclornata
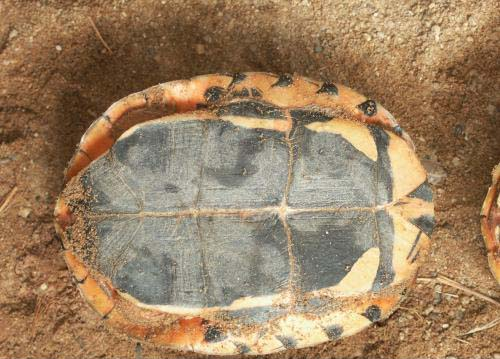
Plastrón C. c. cyclornata